# Arius oetik
Arius oetik és una espècie de peix de la família dels àrids i de l'ordre dels siluriformes.

## Morfologia
Els mascles poden assolir els 22,5 cm de llargària total.

## Distribució geogràfica
Es troba al Pacífic occidental.